# Microrégion de Várzea Alegre
 (février 2025).
Si vous disposez d'ouvrages ou d'articles de référence ou si vous connaissez des sites web de qualité traitant du thème abordé ici, merci de compléter l'article en donnant les références utiles à sa vérifiabilité et en les liant à la section « Notes et références ».

Localisation de la microrégion de Várzea Alegre

La microrégion de Várzea Alegre est l'une des trois microrégions qui subdivisent le centre-sud de l'État du Ceará au Brésil.
Elle comporte 5 municipalités qui regroupaient 96 402 habitants en 2006 pour une superficie totale de 3 549 km2.

## Municipalités[1]
- Antonina do Norte
- Cariús
- Jucás
- Tarrafas
- Várzea Alegre